# Henriette Michaelis
Henriette Michaelis (6 de julho de 1849 – ) foi uma filóloga, romanista e lexicógrafa alemã. Filha de Gustav Michaelis (1813-1895), professor e estenógrafo alemão, e irmã de Carolina Michaëlis de Vasconcelos (1851-1925), romanista e uma das mais cultas filologistas hispânicas e lusitanas.
Em colaboração a sua irmã, criou o dicionário de língua portuguesa Michaelis.

## Obras
- Dicionário de bolso da língua portuguesa e alemã. Brockhaus, Leipzig 1913, 2.ª edição
- Dicionário Abridge das línguas portuguesa e inglesa. Brockhaus, Leipzig
- Dicionário prático das línguas italiana e alemã, com referência particular ao vernáculo, as expressões técnicas do comércio, mercado, ciência, marinha, política, etc. Brockhaus, Leipzig
- Novo dicionário da língua portuguesa e alemã, com especial referência aos termos técnicos do comércio e indústria, as ciências e artes e linguagem coloquial. F.A. Brockhaus, Leipzig
- Novo dicionário de bolso de italiano e alemão para uso escolar e manual. Brockhaus, Leipzig.